# Леончук, Георгий Игоревич
Георгий Игоревич Леончук (укр. Георгій Ігорович Леончук; 24 мая 1974, Потсдам) — украинский яхтсмен, заслуженный мастер спорта, призёр Олимпийских игр 2004 (совместно с Родионом Лукой).
Женат, двое детей.

## Спортивные достижения
- XXVII летние Олимпийские игры (2000) класс яхт «49er» (совместно с Родионом Лукой) — 10 место
- XXVIII летние Олимпийские игры (2004) класс яхт «49er» (совместно с Родионом Лукой) — 2 место (серебро)
- XXVIIII летние Олимпийские игры (2008) класс яхт «49er» (совместно с Родионом Лукой) — 15 место

## Государственные награды
- Почётная грамота Кабинета Министров Украины (30.09.2003) [1]
- Орден «За заслуги» III-й степени (18.09.2004)[2]